# Liam Cosgrave
Liam Cosgrave (* 13. dubna 1920, Castleknock – 4. října 2017, Dublin) byl irský politik. V letech 1973–1977 zastával funkci premiéra Irska. Byl představitelem strany Fine Gael, které předsedal v letech 1965–1977. V letech 1954–1957 zastával post ministra zahraničních věcí. Je synem Williama Thomase Cosgrava, prvního prezidenta Irska (přesněji Irského svobodného státu). V době jeho působení na ministerstvu zahraničí Irsko vstoupilo do OSN.